# Sabaria cyclogonata
Sabaria cyclogonata är en fjärilsart som beskrevs av Walker 1862. Sabaria cyclogonata ingår i släktet Sabaria och familjen mätare. Inga underarter finns listade.